# Svatý Mikuláš (okres Kutná Hora)
Obec Svatý Mikuláš (německy Sankt Nikolei) se nachází zhruba 8 km severovýchodně od Kutné Hory, v okrese Kutná Hora, kraj Středočeský. Žije zde 983 obyvatel.

## Části obce
Obec se rozkládá na dvou nesousedících územích.
- Svatý Mikuláš
- Lišice
- Svatá Kateřina
- Sulovice

V letech 1960–1992 k obci patřil i Rohozec a od 1. ledna 1980 do 23. listopadu 1990 k obci patřil i Bernardov.

## Historie
První písemná zmínka o obci pochází z roku 1307.

### Územněsprávní začlenění
Dějiny územněsprávního začleňování zahrnují období od roku 1850 do současnosti. V chronologickém přehledu je uvedena územně administrativní příslušnost obce v roce, kdy ke změně došlo:
- 1850 země česká, kraj Pardubice, politický i soudní okres Kutná Hora[5]
- 1855 země česká, kraj Čáslav, soudní okres Kutná Hora
- 1868 země česká, politický i soudní okres Kutná Hora
- 1939 země česká, Oberlandrat Kolín, politický i soudní okres Kutná Hora[6]
- 1942 země česká, Oberlandrat Praha, politický i soudní okres Kutná Hora[7]
- 1945 země česká, správní i soudní okres Kutná Hora[8]
- 1949 Pražský kraj, okres Kutná Hora[9]
- 1960 Středočeský kraj, okres Kutná Hora
- 2003 Středočeský kraj, obec s rozšířenou působností Kutná Hora

### Rok 1932
V obci Svatý Mikuláš (637 obyvatel) byly v roce 1932 evidovány tyto živnosti a obchody: 3 hostince, 2 kováři, krejčí, 2 obuvníci, řezník, 2 obchody se smíšeným zbožím, 2 trafiky, truhlář, velkostatek Thun-Hohenstein.
V obci Svatá Kateřina (523 obyvatel) byly v roce 1932 evidovány tyto živnosti a obchody: 3 hostince, 2 koláři, 2 kováři, krejčí, obuvník, obchod s ovocem a zeleninou, rolník, 2 řezníci, 4 obchody se smíšeným zbožím, spořitelní a záložní spolek pro obec sv. Kateřinu, 2 trafiky.

## Přírodní poměry
Jihozápadně od vesnice do katastrálního území Svatý Mikuláš zasahuje část přírodní památky Kačina.

## Pamětihodnosti
- Kostel svatého Mikuláše
- Empírový zámek Kačina

## Doprava
Obcí prochází silnice I/2 v úseku Kutná Hora - Svatý Mikuláš - Přelouč a silnice II/327 v úseku Kutná Hora - Svatá Kateřina - Záboří nad Labem.
Dále tudy vedou silnice III. třídy:
- III/3274 spojka silnic III/327 a I/2
- III/3275 Svatí Kateřina - Starý Kolín
- III/3381 Horušice - Sulovice - Kobylnice
- III/3382 odbočka z III/3381 na Lišice
- III/33815 Rohozec - I/2

Železniční trať ani stanice na území obce nejsou.
Z obce vedou v roce 2017 autobusové spoje do Bernardova a Kolína (dopravce Okresní autobusová doprava Kolín), do Čáslavi, Chvaletic, Kutné Hory, Semtěše, Týnce nad Labem (dopravce Veolia Transport Východní Čechy). O víkendu je obec bez dopravní obsluhy.

## Další fotografie

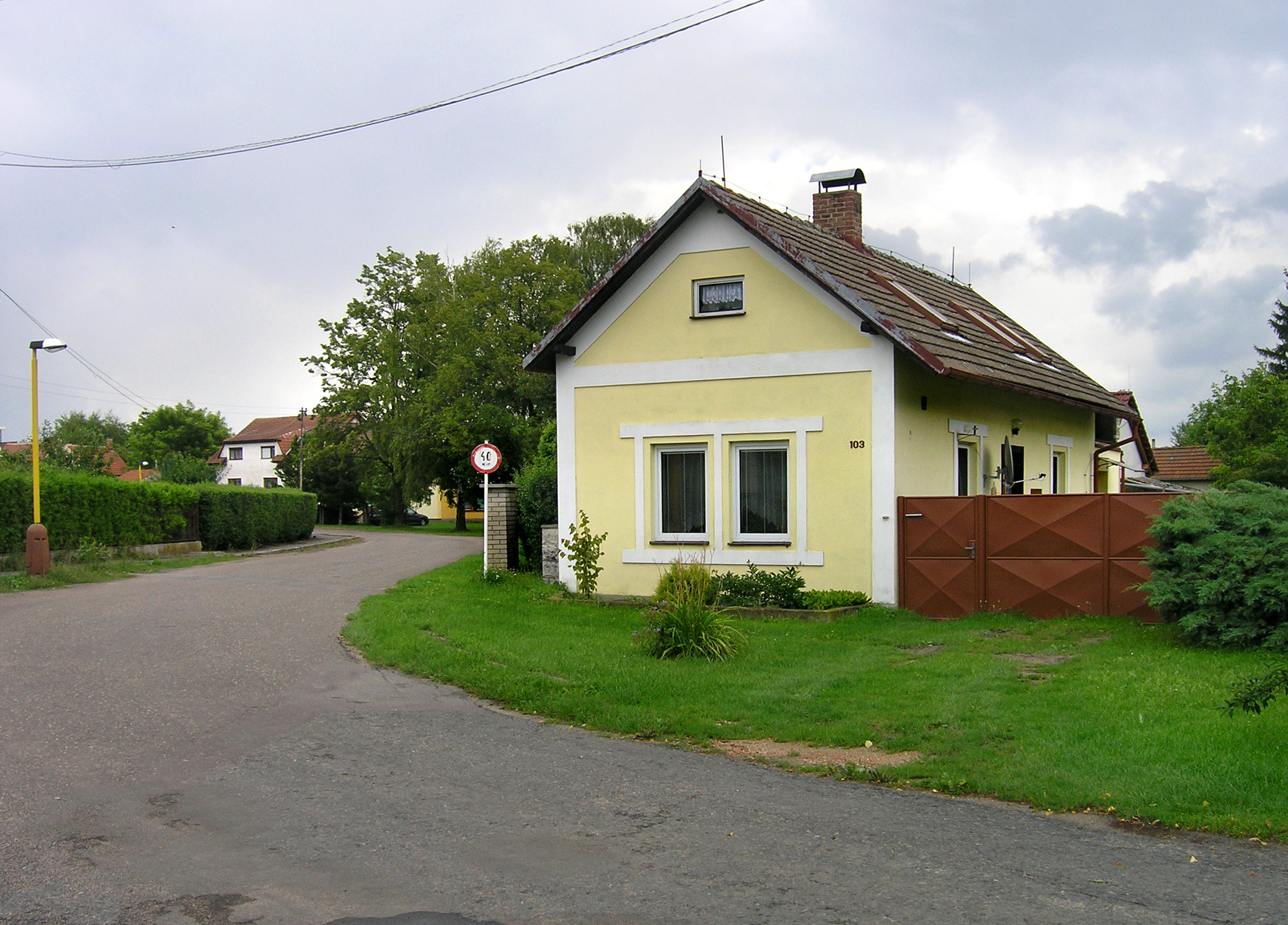
Domek na východní návsi
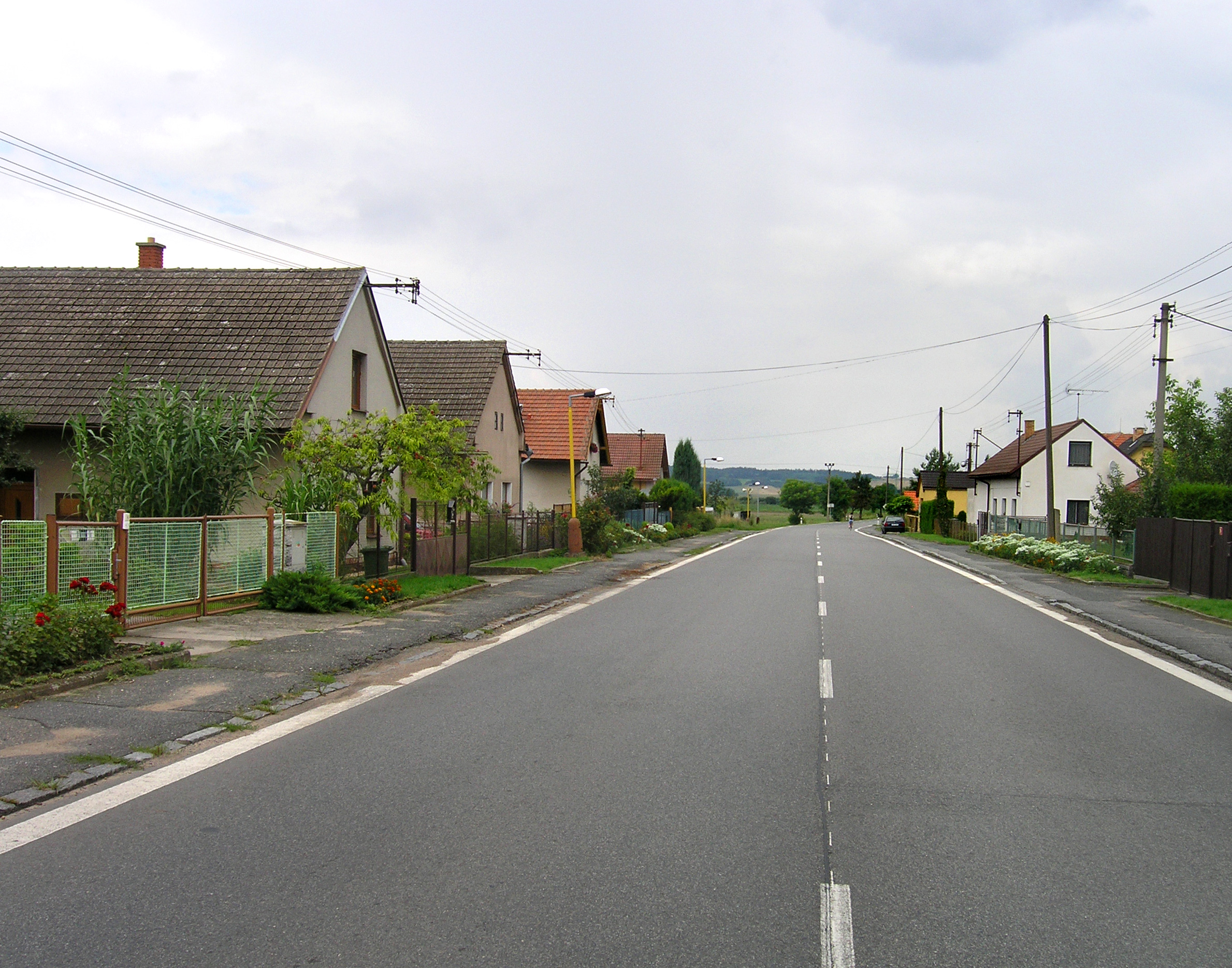
Silnice I/2 v severní části obce